# Fionn mac Cumhaill
Fionn mac Cumhaill [fʲiᵊn̪ˠː mˠɑ̟k 'kuvˠil̠ʲː], auch Finn oder Find Mac Cumail (auch Mac Umaill, MacCool), ist ein irischer Held aus der mittelalterlichen Epik. Er ist die namensgebende Hauptperson im Finn-Zyklus.

## Mythologie
Fionn ist der Sohn von Cumhall mac Basna und der Enkel von König Tadg mac Nuadat. Die Geschichten von Fionn und seinen Anhängern, den Fianna, seinem Sohn Oisín und seinem Enkel Oscar bilden den Finn-Zyklus.
In Macgnímartha Finn („Fionns Jugendtaten“) wird seine Erziehung, der Kampf gegen Aillén und das Erlangen der Gabe des Weissagens geschildert. Er hat „heilende Hände“ – wem er Wasser reicht, der wird wieder gesund. Er lernt Kampfkunststücke bei seiner Tante Los Lurgann („Schnellfuß“) und erhält sein Schwert Mac an Luinn von seiner Mutter Muirne. Duanaire Finn („Fionns Liederbuch“) ist eine Sammlung von Liedern und Anekdoten und Acallam na Senórach („Die Erzählungen der Alten“) ein Bericht über die Begegnung mit dem heiligen Patrick. Alle Erzählungen haben in der mündlichen, später schriftlichen Überlieferung Verbreitung gefunden. In den jüngeren Berichten ist Fionn ein positiv gezeichneten Krieger und Seher, gegen Ende seines Lebens wird er als neidisch und rachsüchtig dargestellt (Diarmuid und Gráinne).
Der Name Fionn/Finn steht in Zusammenhang mit „hell“ oder „weiß“. Dies geht vermutlich auf die Färbung seiner Haare in der Erzählung über Áine zurück, in der Fionn in einem verwunschenen See badet, der seine Haare vorzeitig ergrauen lässt. Viele Erzählungen ranken sich um die Entwicklung seines ursprünglichen Namens Demne („Hirschkalb“), den ihm seine Mutter gegeben hatte.
In der Erzählung Fotha Catha Cnucha („Die Ursache der Schlacht von Cnucha“) übergibt König Cathair Mór den Hügel von Almu (Dun Aillinne Hillfort, County Kildare) an den Druiden Nuada mac Aichi. Dieser Hügel wird später bekannt als Wohnsitz von Nuadas Urenkel Fionn mac Cumhaill.
Als „Finn mac Cool's Fingers oder Fingerstones“ werden eine Steinreihe und zwei Steine bezeichnet: Einer liegt vier Kilometer östlich von Arvagh (Irish: Ármhach, dt. Schlachtfeld) am Lough Garty im County Cavan und ist zerbrochen. Der Findling von Cloughmore steht am Straßenrand 40 km westlich von Sligo. Die Steinreihe von Derryinver, auch bekannt als „Finn Mc Cool’s Fingers“ liegt in Connemara.
Die nationale irische Bewegung Fenian Brotherhood entlehnte ihren Namen diesen Legenden.

## Fingal imOssian
Fingal, auch Fionnghad oder Fionn, ist im Werk Ossian des schottischen Dichters James Macpherson König des schottisch-irischen Reiches Morven. In diesem angeblich alten keltischen Epos, das aber von Macpherson verfasst wurde, ist Fingal der Vater von Ossian (Oisín) und der Großvater von Oscar. Fingals Jugendliebe ist Agandecca, die Tochter seines erbitterten Feindes König Starno von Lochlin (Skandinavien, altirisch Lochlann). Im Gedicht Cath-Loda („Kampf um Loda“) stellt Starno Fingal einen Hinterhalt, indem er ihm Agandecca zur Braut verspricht, um ihn in seinen Machtbereich zu locken.
„Er sey mir willkommen, des felsigen Morvens König! er sey mir willkommen!“ so sagte der düstere Starno. (Ossian: Cath-Loda)
Agandecca warnt den Geliebten, worauf sie von Starno im Zorn getötet wird. Fingal kämpft mit Starno, besiegt ihn und nimmt ihn gefangen, schenkt ihm aber wegen seiner Liebe zu Agandecca Leben und Freiheit.
Als Starnos Sohn und Nachfolger, König Swaran von Lochlin, Irland überfällt und den Feldherrn Cuthullin des irischen Königs Cormac besiegt, kommt Fingal dem Verbündeten zu Hilfe, besiegt Swaran und nimmt ihn gefangen. Fingal erinnert ihn an den Opfertod seiner Schwester Agandecca und kann ihn so zum Friedensschluss und zur Rückkehr nach Skandinavien überreden.
Mit den Abenteuern des Fionn mac Cumhaill, den Macpherson als Vorlage benutzte, und der Fianna gibt es keinen Zusammenhang.
Die Basaltformation Fingal’s Cave („Fingalshöhle“) auf der Hebrideninsel Staffa ist nach dem Helden benannt.